# El vito (EP)
El Vito es el octavo EP de Los Pekenikes, ya sin Juan Pardo que se va a Los Brincos, sustituido por Pepe Barranco pionero ex-miembro de los Estudiantes, primer grupo de la escena Rock de España y fan de Elvis Presley. Por ello observamos la influencia del americano en este EP. Así mismo el sonido Beat que en la época han instalado The Beatles se impone en "Es mejor olvidar". Por último, pero primer tema, con el Vito se intenta repetir el éxito de su versión del tema popular Los cuatro muleros sin conseguirlo.
En 2011 se compila este y todos los demás discos EP en sendos CD, estando este título en el llamado Los EPs originales remasterizados Vol. 2 (1964-1966)

## Lista de canciones
| Cara 1 |                                                         |          |  |
| N.º    | Título                                                  | Duración |  |
| 1.     | «El Vito (Instrumental)» ((Popular. Arr: Sáinz-Argote)) | 2:02     |  |
| 2.     | «Yo se (I Know)» ((G. Barranco))                        | 2:14     |  |

| Cara 2 |                                                                                  |          |  |
| N.º    | Título                                                                           | Duración |  |
| 1.     | «Es mejor olvidar» ((A.Sáinz))                                                   | 2:37     |  |
| 2.     | «Sospecha (Suspicion)» ((Pomus-Schuman)Letra en español:Mapel (Augusto Algueró)) | 2:46     |  |

## Miembros
- Alfonso Sainz - Saxo tenor
- Lucas Sainz - Guitarra líder
- Ignacio Martín Sequeros - Bajo eléctrico
- Pablo Argote - Batería
- Tony Luz - Guitarra rítmica
- Pepe Barranco - Cantante.

Otros músicos:
- Órgano (en "Yo sé" y en "Es mejor olvidar" y quizás en "Sospecha") : Músico no acreditado (posiblemente sea Alfonso Sáinz, pero más probablemente es un músico de estudio, quizás Augusto Algueró).